# Kristiana Belcredi
Kristiana Belcredi (někdy uváděna jako Kristina či Kristýna, * 16. listopadu 1981 Brno) je česká operní režisérka, pocházející ze šlechtického rodu Belcrediů. Jméno dostala po hraběnce Christianě Belcredi-Nostitz-Rhyneck, manželce Egberta Belcrediho.

## Život
Narodila se jako nejstarší potomek historika Ludvíka Belcrediho a jeho manželky Jiřiny Dobešové.

## Vzdělání a činnost
Po absolvování 1. Německého zemského gymnasia v Brně začala studovat na Veterinární a farmaceutické univerzitě Brno, odkud však ve druhém ročníku odešla. V roce 2002 zahájila studium jevištní technologie na Divadelní fakultě Janáčkovy akademie múzických umění (JAMU) v Brně, kterého ale brzy zanechala. Již v následujícím roce 2003 začala studovat pod vedením Aleny Vaňákové operní režii na Hudební fakultě JAMU, kterou dokončila v letech 2007 (bakalářský titul), respektive 2009 (magisterský titul). Už během studií jako asistentka režie participovala na řadě inscenací – např. v roce 2003 ve spolupráci se Severočeským divadlem opery a baletu v Ústí nad Labem připravila inscenace Aida od Verdiho a Netopýr od Strausse mladšího. V letech 2006 a 2007 se opět jako asistentka režie zúčastnila letního operního festivalu v Gars am Kamp v Rakousku, kde uvedla své inscenace oper Nabucco a Trubadúr (obě Verdi). Od roku 2008 spolupracuje s brněnským Národním divadlem, kde se podílela např. na inscenacích Gianni Schicchi od Pucciniho, Komedianti od Leoncavalla (obě ve spolupráci s Ondřejem Havelkou) a Příhody lišky Bystroušky od Leoše Janáčka (ve spolupráci s anglickým režisérem Jamesem Conwayem).
Svůj samostatný režijní debut si odbyla při Brixiho opeře Erat unum cantor bonus, kterou nastudovala se studenty Církevní konzevatoře v Kroměříži. Dále pak režírovala např. inscenace Žebrácká opera od Benjamina Brittena, Johanes Doktor Faust od Josefa Berga či Ruddigore aneb Prokletí čarodějnice od Gilberta a Sullivana. Poslední zmíněná inscenace byla uvedena v Divadle Reduta ve spolupráci s Národním divadlem v Brně. V roce 2007 se podílela na muzikálu Hradby s hudbou od Martina Kuxe (libreto Jakub Kruliš) a v roce 2008 na scénickém pásmu Vyvolávači od Josefa Berga a Aloise Piňose, které se uskutečnilo ve Sklepení Divadla Reduta. V roce 2010 pak na Mezinárodním festivalu Janáček Brno představila úplně první a do té doby neuvedenou verzi Janáčkovy opery Šárka.
Mimo těchto prací pořádá letní Open air představení na rodovém zámku v Líšni. Tato představení i sama režíruje. Od roku 2009 působí ve skupině historického šermu Buhurt. Tady debutovala programem Podivuhodné vylodění pana Adama Erdmana Trčky z Lípy na pobřeží krajiny posmrtné od Radka Bohdálka a Romana Rychlého, dále pak režírovala pohádku Tři princové v bedně od Jakuba Kruliše a hru Blázen Ferrarský od Romana Rychlého.

## Rodina
Je vdaná a se svým manželem má dvě dcery – Celestinu a Theodoru. Obě dostaly jméno po příslušnicích rodu Belcredi. Starší Celestina se jmenuje po Cölestine Belcredi, dceři Eduarda Belcrediho, mladší Theodora pak nese jméno po Marii Theodoře z Freyenfelsu, manželce Antonína Belcrediho. Třetím dítětem je syn Ludvík.